# Coupe Maxim
La Coupe Maxim est une compétition de jeu de go en Corée du Sud.

## Organisation
La Coupe Maxim est sponsorisée par Dong Suh Foods, qui vend des thés et des cafés sous la marque Maxim, qui appartient à la société Kraft Foods à travers Maxwell House. Tous les joueurs professionnels sud-coréens 9e dan participent à ce tournoi. Le komi est de 6,5 points avec un temps de réflexion de 30 minutes.

## Vainqueurs
| Année | Vainqueur       | Finaliste       |
| ----- | --------------- | --------------- |
| 2000  | Choi Kyu-Byung  | Yoo Changhyuk   |
| 2001  | Yoo Changhyuk   | Yang Jaeho      |
| 2002  | Yoo Changhyuk   | Kim IlHwan      |
| 2003  | Jiang Zhujiu    | Rui Naiwei      |
| 2004  | Rui Naiwei      | Yoo Changhyuk   |
| 2005  | Yang JaeHo      | Lee Sedol       |
| 2006  | Lee Sedol       | Choi Cheol-han  |
| 2007  | Lee Sedol       | Lee Jungsang    |
| 2008  | Mok Jin-seok    | Park Young-hoon |
| 2009  | Choi Cheol-han  | Park Young-hoon |
| 2010  | Choi Cheol-han  | Kang Dongyun    |
| 2011  | Park Young-hoon | Lee Chang-ho    |
| 2012  | Park Junghwan   | Choi Cheol-han  |
| 2013  | Park Junghwan   | Lee Sedol       |
| 2014  | Lee Sedol       | Park Junghwan   |
| 2015  | Choi Cheol-han  | Hong Sungjin    |
| 2016  | Lee Sedol       | Won Seong-jin   |
| 2017  | Park Junghwan   | Yun Junsang     |
| 2018  | Cho Hanseung    | Park Young-hoon |
| 2019  | Shin Jinseo     | Lee donghoon    |
| 2020  | Lee Jihyun      | Shin Minjun     |
| 2021  | Kim Jiseok      | Lee Jihyun      |
| 2022  | Park Junghwan   | Lee donghoon    |
| 2023  | Shin Jinseo     | Lee Wonyoung    |
| 2024  | Shin Jinseo     | Kim Myeonghoon  |